# Parador Independencia
O Parador Independencia é um dos paradores do Metrotranvía de Mendoza, situado no distrito de Godoy Cruz, entre o Parador Progreso e o Parador 9 de Julio. Administrado pela Empresa Provincial de Transporte de Mendoza (EPTM), faz parte da Linha Verde.
Foi inaugurado em 28 de fevereiro de 2012. Localiza-se no cruzamento da Rua Independencia com a Rua Alsina. Atende o bairro Alianza y Progreso.